# Thyrsacanthus
Thyrsacanthus, maleni biljni rod iz porodice primogovki smješten u podtribus Tetrameriinae, dio tribusa Justicieae, potporodica Acanthoideae. Sastoji se od 7 južnoameričkih vrsta.  Opisan je u Plantes Nouvelles d'Amérique 9: 165. 1847.

## Opis
Polugrmovi i grmovi, 4 vrste su endemične za Brazil.

## Vrste
1. Thyrsacanthus angustissimus (A.L.A.Côrtes & Rapini) Alcantara & M.Alves
2. Thyrsacanthus boliviensis (Nees) A.L.A.Côrtes & Rapini
3. Thyrsacanthus microphyllus A.L.A.Côrtes & Rapini
4. Thyrsacanthus ramosissimus Moric., tipina vrsta
5. Thyrsacanthus ramosus (Nees) A.L.A.Côrtes & Rapini
6. Thyrsacanthus secundus (Leonard) A.L.A.Côrtes & Rapini
7. Thyrsacanthus sulcatus (Nees) C.Ezcurra & A.L.A.Côrtes

## Sinonimi
- Drejera Nees; Mart. Fl. Bras. 9: 112. t. 17 (1847)